# Xauen

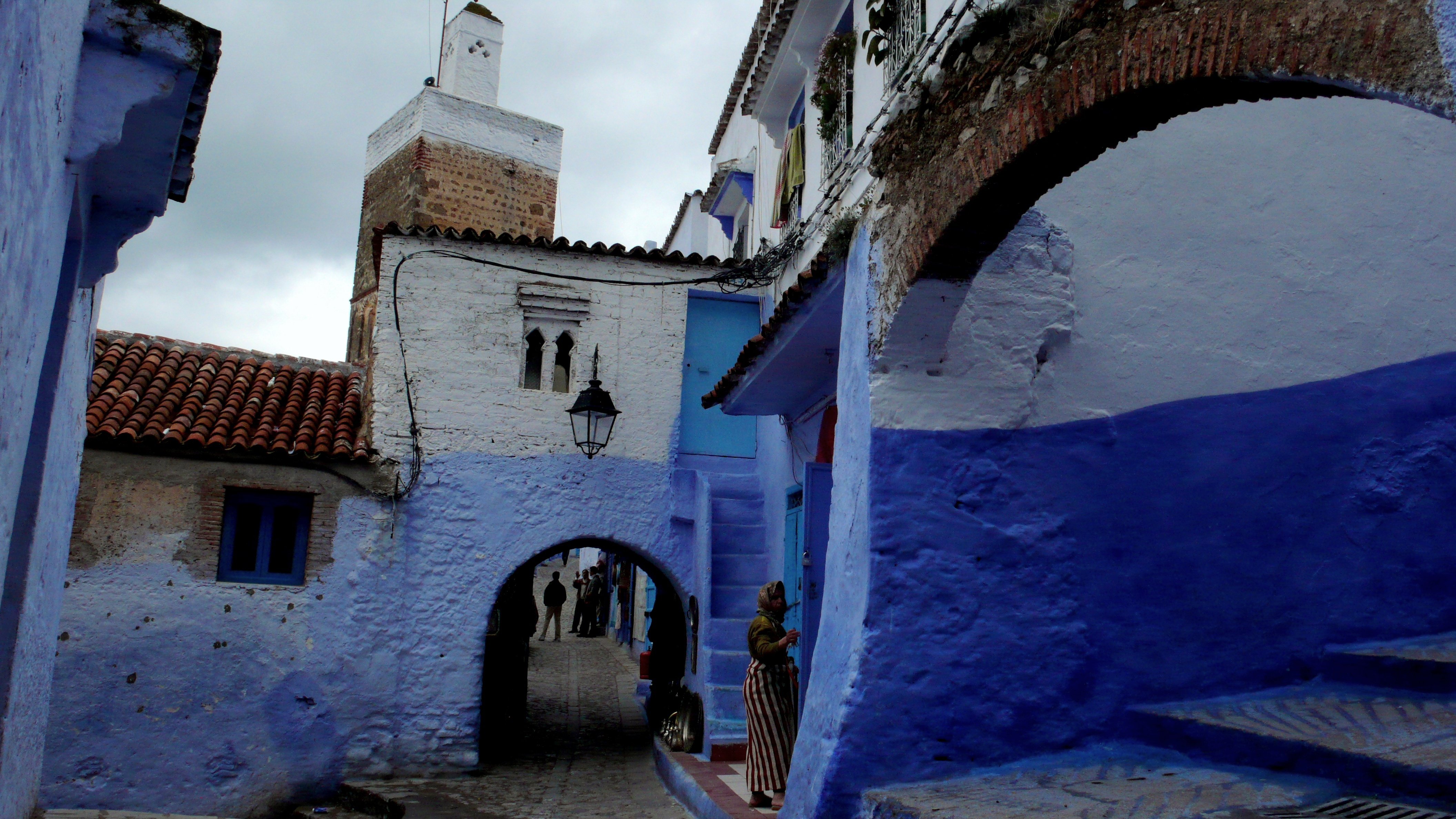
Casa emblanquinada amb la típica tonalitat blava de Xauen. El minaret del fons pertany a l'anomenada mesquita dels Andalusins, perquè fou construïda per exiliats de l'Àndalus

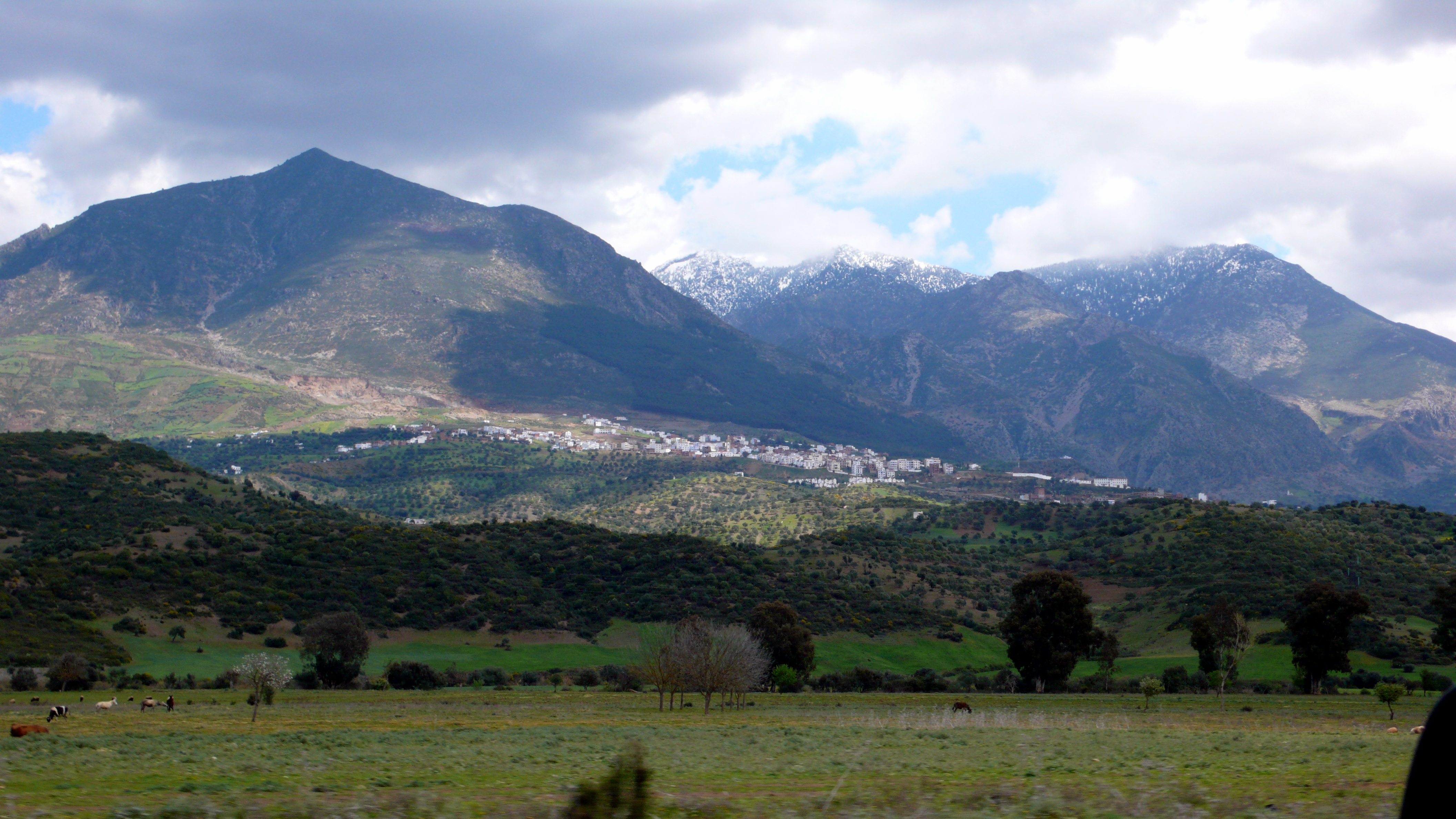
Vista general de Xauen

Xauen, Chauen o Chefchauen (àrab, oficialment: شفشاون, Xifxāwan, i, col·loquialment: الشاون, ax-Xāwan; amazic estàndard marroquí: ⵜⵛⴻⴼⵜⵛⴰⵡⴻⵏ, Tceftcawen; francès: Chaouen) és un municipi i una ciutat del Marroc. Està situada al nord-oest del país, als contraforts de les muntanyes del Rif, prop de Tetuan, al peu de les muntanyes Kelaa i Meggou que formen el grup anomenat Jebel Chefchaouen. Està a la regió de Tànger-Tetuan, i és la capital de la prefectura o província de Chefchaouen; la seva població és de 35.709 habitants (2004), però el 1992 eren 42.914 persones; la província consta de 4.350 km² i 524.602 habitants el 2004, i 439.303 habitants el 1992.

## Toponímia
El nom Accawen significa en rifeny ‘les Banyes', en referència als dos pics visibles des de la ciutat. Una creença popular afirma que el nom Xifxawen procedeix de l'àrab col·loquial xuf (‘mira’) i el rifeny arabitzat ashawen (‘les banyes'), però no hi ha cap prova d'això. Shaw és la forma abreujada (no oficial) del nom de la ciutat, que va passar a l'espanyol inicialment com Xauen (així consta en tota la documentació del protectorat espanyol del Marroc), encara que des de temps recents es fa servir més la forma Chauen, procedent del nom francès Chaouen. Els mapes i panells de carretera indiquen Xifxàwan en àrab i Chefchaouen en francès.

## Història
La ciutat va ser fundada el 1471 en l'emplaçament d'una petita població amaziga, per Mulay Alí ibn Mussa ibn Raixid al-Alamí (o per Hassan ibn Muhàmmad ibn Raixid, descendent del sant idríssida Abd-as-Salam ibn Maixix, per protegir la població contra els portuguesos i els castellans. La seva població originària va estar composta sobretot per exiliats de l'Àndalus, tant musulmans com jueus, raó per la qual la part antiga de la ciutat té una aparença molt similar a la dels pobles andalusos, amb petits carrerons de traçat irregular i cases emblanquinades (freqüentment amb tons blaus). Els habitants nadius s'assemblen físicament, en general, també més als habitants de l'altre costat de l'estret de Gibraltar que a la majoria dels magribins. Xauen està construïda sobre una petita vall. La part més antiga de la ciutat creix cap a l'alt de la muntanya, i en el punt més alt es troben les deus de Ras al-Ma. El centre de la ciutat és la plaça d'Uta al-Hammam, en què es troba l'alcassaba i una mesquita amb una torre de base octogonal. Un altre punt emblemàtic de la ciutat és la mesquita dels Andalusins. La ciutat nova s'ha construït més avall de la ciutat antiga. La història de la ciutat està lligada a la família local dels Banu Rashid, dels quals el més conegut fou Mulay Ibrahim (1490-1539), que ja durant el govern del seu pare Ali (a qui va succeir) es va distingir en la lluita contra els portuguesos d'Asila. Els Banu Rashid van forjar aliances amb els caids de la regió i la germana d'Ibrahim es va casar amb el caid al-Mandri de Tetuan i quan va enviudar es va casar amb el soldà wattàsida Abul Abbas Ahmad (1524-1550). Ibrahim, conegut com a Sidi Brahim o Mulay Brahim, fou un cavaller del seu temps, famós per la seva noblesa i generositat, i per la seva valentia en batalla. Després de la conquesta de Fes per Abu Hassun el 1554, Xauen fou assetjada pel ministre Abu Abd Allah Muhammad Ibn Abd al-Kadir, al servei del sultà sadita Abd-Al·lah al-Ghàlib (1557–1574), successor del sadita Mahàmmad (I) aix-Xaykh (1544-1557) i finalment l'octubre de 1562 els Banu Rashid van fugir de la ciutat i van desaparèixer de la política local. Els habitants foren eximits d'impostos per la seva condició de primer front contra els portuguesos de Ceuta, Tànger i Asila. Sota els sadites va perdre importància. Va estar dominada successivament per Raysuni, al-Khadir Ghaylan i pel paixà Ahmad Rifi (+ 1743).
Xauen va ser durant segles una ciutat considerada sagrada, on es prohibia l'entrada als estrangers. Per aquesta raó s'ha mantingut amb poques alteracions tota la seva fesomia medieval. Els canvis en l'estructura urbana i poblacional de Xauen són molt recents. El primer cristià que hi va accedir fou l'explorador Charles de Foucauld el 1883. Van ser les tropes espanyoles les que van obrir Xauen en prendre el control de tota la zona nord del Marroc per instaurar el protectorat concedit per la Conferència d'Algesires (1906) i definit pel tractat hispano-francès de 1912. Quan els espanyols hi van arribar de manera efectiva, l'octubre de 1920, la ciutat tenia una important població jueva sefardita que parlava judeoespanyol. Xauen va ser una de les principals bases de l'exèrcit espanyol. Va estar sota control de la República del Rif després de la retirada de les tropes espanyoles a causa de la gran ofensiva dels rifenys (1922) i fins al 1926; els espanyols la va reconquerir llavors i la van conservar fins al 1956 al final del protectorat i en aquesta ciutat es va arriar la darrera bandera espanyola el 1956; com en altres ciutats que van pertànyer al protectorat espanyol, gran part dels seus habitants sap parlar espanyol.
En l'actualitat Xauen és un important centre de turisme, que ha atret immigrants d'altres zones del Marroc, principalment del sud. Les muralles amb 11 portes encara es conserven.

## Llocs d'interès
Aquesta ciutat és considerada com una "Ciutat Santa" (de fet, és esmentada com al-Madina as-Saliha o la Vila santa), i conté diversos llocs que no hem de deixar de visitar:
- La medina amb la seva kasbah
- La plaça Hamman
- La Gran Mesquita (El-Masjid El-Aadam) construïda el 1471 pel fundador de la ciutat
- La kasbah
- Santuari de Sidi Ali ibn Rashid

A la província són interessants:
- Les fonts de Ras al-Maa (a 3 km de la població)
- Les cascades i mesquita de Cherafat
- El bosc de Talassemtane
- La gruta de Toughoubit
- El pont de Déu a Akchour

## Patrimoni de la UNESCO
El 20 de novembre de 2010 fou inscrita com a Patrimoni de la Humanitat de la UNESCO per la seva dieta mediterrània, caracteritzada per un model nutricional que romangué constant en el temps i en el qual els principals ingredients són l'oli d'oliva, els cereals, les fruites i llegums frescos o secs, una part de peix limitada, productes lactis i carn, i nombrosos condiments i espècies.

## Agermanaments
- Issaquah, Estats Units d'Amèrica
- Kunming, Xina
- Ronda, Màlaga[6]
- Testour, Tunísia
- Vejer de la Frontera, Cadis

## Clima

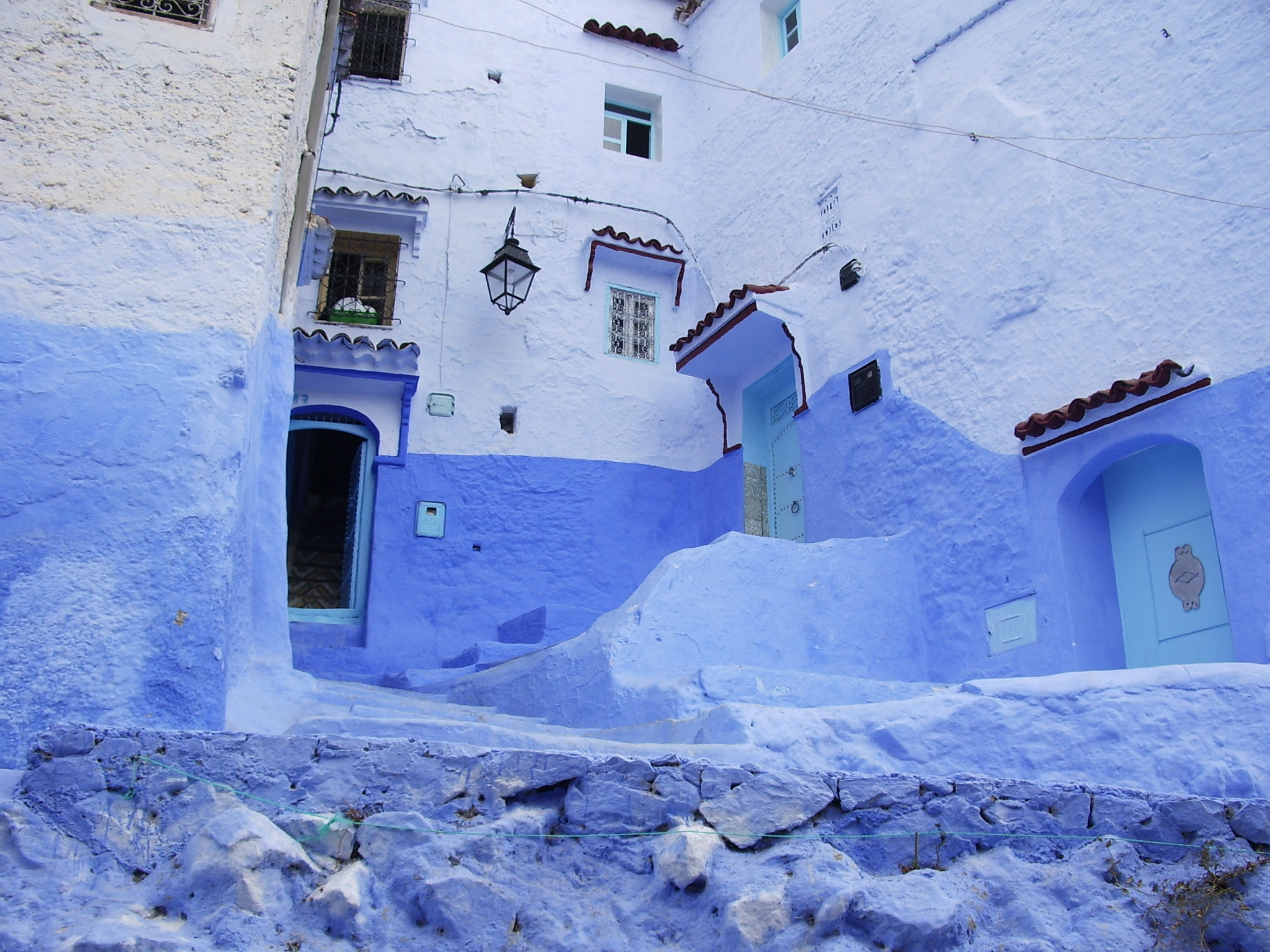
Petita casa de la medina a l'agost del 2007

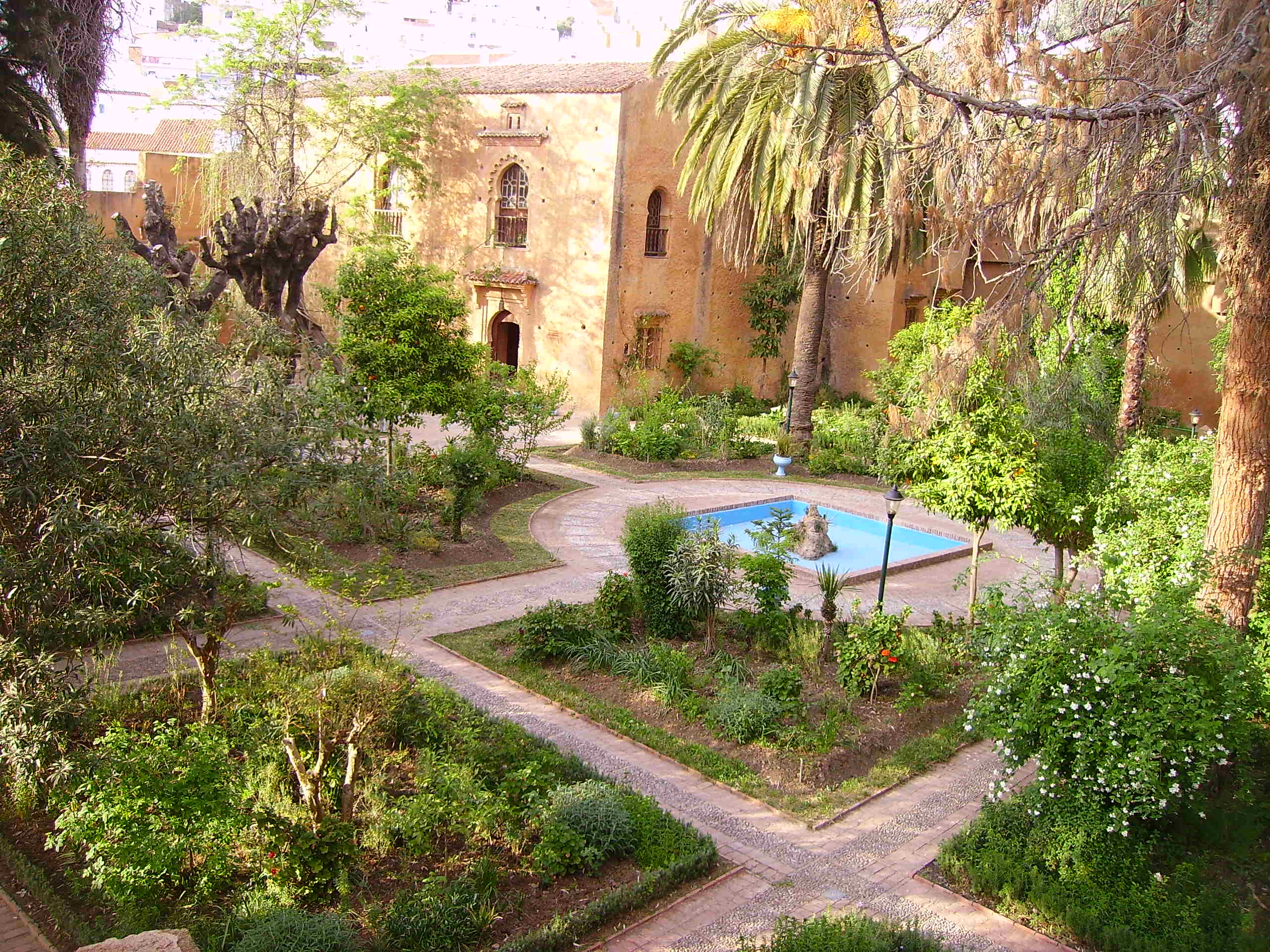
Jardí de l'interior de la kasba

La població es troba a 600 metres d'altitud; l'estiu és calorós: s'hi arriba fins als 40 graus. A la província hi ha tres zones climàtiques: 
- La zona muntanyosa, de clima mediterrani, plujós i fred a l'hivern i suau a l'estiu, amb pluges entre 800 i 1400 mm/any; alguna vegada neva, però és força estrany.
- La zona costanera amb clima semiàrid i pluges entre 300 i 400 mm/any.
- La zona sud-est amb clima humit a l'hivern i sec a l'estiu i pluges entre 900 i 1300 mm/any.